# PEC in het seizoen 1969/70
Het seizoen 1969/1970 was het 59e jaar in het bestaan van de Zwolse voetbalclub PEC. De club kwam uit in de Tweede divisie en eindigde daarin op de vijfde plaats. Ook werd deelgenomen aan het toernooi om de KNVB beker, hierin werd de club in de eerste ronde uitgeschakeld door FC Twente (0–3).

## Wedstrijdstatistieken

### Oefenwedstrijden
| Datum + plaats              | Wedstrijd       | Uitslag       | Scoreverloop                                                                          |
| --------------------------- | --------------- | ------------- | ------------------------------------------------------------------------------------- |
| 31 juli 1969 Pesse          | PEC – SC Drente | 5 – 2 (2 – 1) | Onbekend                                                                              |
| 9 augustus 1969 Zwolle      | PEC – Blauw-Wit | 1 – 2 (0 – 1) | Ben Roode 0–1, Piet Witschge 0–2, Jan de Vries 1–2                                    |
|                             |                 |               |                                                                                       |
| 26 februari 1970 Leeuwarden | Cambuur – PEC   | 2 – 2 (1 – 1) | Freek Schutten 0–1, Johan Derksen (p) 1–1, 65' Wojo Gardašević 1–2, 70' Henny Weering |

### Tweede divisie
| 1e speelronde                                            | PEC                                                                          | 3 – 2 (1 – 2) | NOAD                                             |
| 17 augustus 1969 Plaats: Zwolle De Vrolijkheid           | Zlatko Dračić 34', 65', 69'                                                  |               | 19' Theo Netten 36' Jacques van Ranzow           |
| 2e speelronde                                            | PEC                                                                          | 2 – 0 (0 – 0) | ZFC                                              |
| 31 augustus 1969 Plaats: Zwolle De Vrolijkheid           | Lody Kragt 69' Cees Kick 89'                                                 |               |                                                  |
| 3e speelronde                                            | EDO                                                                          | 1 – 2 (0 – 0) | PEC                                              |
| 7 september 1969 Plaats: Haarlem Noordersportpark        | Ferry Kock 65'                                                               |               | 75', 83' Lody Kragt                              |
| 4e speelronde                                            | PEC                                                                          | 5 – 1 (3 – 0) | Limburgia                                        |
| 14 september 1969 Plaats: Zwolle De Vrolijkheid          | Freek Schutten 14', 24' Herman Heskamp 42' Lody Kragt 53' Zlatko Dračić 90'  |               | 83' (pen.) Emil Klostermann                      |
| 5e speelronde                                            | Eindhoven                                                                    | 1 – 1 (1 – 1) | PEC                                              |
| 21 september 1969 Plaats: Eindhoven Aalsterweg           | Willy Senders 4'                                                             |               | 15' Herman Heskamp                               |
| 6e speelronde                                            | PEC                                                                          | 2 – 2 (1 – 1) | Heerenveen                                       |
| 28 september 1969 Plaats: Zwolle De Vrolijkheid          | Freek Schutten 23' Zlatko Dračić 53'                                         |               | 13' Thomas Haan 76' (pen.) Cees Kist             |
| 7e speelronde                                            | RBC                                                                          | 0 – 0         | PEC                                              |
| 5 oktober 1969 Plaats: Roosendaal De Luiten              |                                                                              |               |                                                  |
| 8e speelronde                                            | PEC                                                                          | 1 – 0 (1 – 0) | Baronie                                          |
| 12 oktober 1969 Plaats: Zwolle De Vrolijkheid            | Lody Kragt 26'                                                               |               |                                                  |
| 9e speelronde                                            | Wageningen                                                                   | 2 – 0 (1 – 0) | PEC                                              |
| 26 oktober 1969 Plaats: Wageningen Wageningse Berg       | Marcel Broecks 30' Cas Janssen 52'                                           |               |                                                  |
| 10e speelronde                                           | PEC                                                                          | 1 – 0 (0 – 0) | SC Drente                                        |
| 2 november 1969 Plaats: Zwolle De Vrolijkheid            | Freek Schutten 60' (pen.)                                                    |               |                                                  |
| 11e speelronde                                           | Hermes DVS                                                                   | 3 – 3 (1 – 3) | PEC                                              |
| 9 november 1969 Plaats: Schiedam Harga                   | Cees van Kooten 34', 67', 69'                                                |               | 19' Freek Schutten 29' Jan Rorije 32' Cees Kick  |
| 12e speelronde                                           | PEC                                                                          | 4 – 1 (4 – 0) | Roda JC                                          |
| 16 november 1969 Plaats: Zwolle De Vrolijkheid           | Zlatko Dračić 8' Lody Kragt 15' Freek Schutten 37' Piet Dielissen 43'        |               | 55' Martin Jongen                                |
| 13e speelronde                                           | FC VVV                                                                       | 1 – 0 (0 – 0) | PEC                                              |
| 23 november 1969 Plaats: Venlo De Kraal                  | Don Burhenne 73'                                                             |               |                                                  |
| 14e speelronde                                           | PEC                                                                          | 3 – 0 (2 – 0) | AGOVV                                            |
| 30 november 1969 Plaats: Zwolle De Vrolijkheid           | Lody Kragt 8', 30' Puck van der Horst 85'                                    |               |                                                  |
| 15e speelronde                                           | PEC                                                                          | 5 – 0 (3 – 0) | Velox                                            |
| 7 december 1969 Plaats: Zwolle De Vrolijkheid            | Herman Heskamp 3', 14' Freek Schutten 31', 78' Cees Kick 72'                 |               |                                                  |
| 16e speelronde                                           | NOAD                                                                         | 0 – 1 (0 – 1) | PEC                                              |
| 28 december 1969 Plaats: Tilburg Gemeentelijk Sportpark  |                                                                              |               | 21' Zlatko Dračić                                |
| 17e speelronde                                           | ZFC                                                                          | 1 – 1 (0 – 1) | PEC                                              |
| 18 januari 1970 Plaats: Zaandam Westzanerdijk            | Bob Westra 77'                                                               |               | 42' Lody Kragt                                   |
| 18e speelronde                                           | SC Gooiland                                                                  | 1 – 1 (0 – 1) | PEC                                              |
| 1 februari 1970 Plaats: Hilversum Gemeentelijk Sportpark | Gerard Hogenbirk 73' (pen.)                                                  |               | 18' Zlatko Dračić                                |
| 19e speelronde                                           | Limburgia                                                                    | 2 – 1 (1 – 1) | PEC                                              |
| 7 februari 1970 Plaats: Brunssum Venweg                  | Wiel Smeets 40' Jan Janssen 85'                                              |               | 35' Lody Kragt                                   |
| 20e speelronde                                           | PEC                                                                          | 5 – 0 (2 – 0) | SC Gooiland                                      |
| 22 februari 1970 Plaats: Zwolle De Vrolijkheid           | Herman Heskamp 2', 81' Wojo Gardašević 40' (pen.), 76' (pen.) Lody Kragt 56' |               |                                                  |
| 21e speelronde                                           | PEC                                                                          | 3 – 2 (1 – 1) | EDO                                              |
| 1 maart 1970 Plaats: Zwolle De Vrolijkheid               | Wojo Gardašević 27' (pen.) Lody Kragt 76', 87'                               |               | 11' Rob Bosdijk 84' Wim van Polanen              |
| 22e speelronde                                           | PEC                                                                          | 1 – 3 (0 – 2) | Eindhoven                                        |
| 8 maart 1970 Plaats: Zwolle De Vrolijkheid               | Freek Schutten 64'                                                           |               | 27' Fritske de Boer 43' Wim Brouns Jack Arendsen |
| 23e speelronde                                           | Heerenveen                                                                   | 1 – 0 (0 – 0) | PEC                                              |
| 15 maart 1970 Plaats: Heerenveen Gemeentelijk Sportpark  | Cees Kist 75'                                                                |               |                                                  |
| 24e speelronde                                           | PEC                                                                          | 1 – 1 (1 – 1) | RBC                                              |
| 30 maart 1970 Plaats: Zwolle De Vrolijkheid              | Pierre van Hal 31' (e.d.)                                                    |               | 20' Johan den Haan                               |
| 25e speelronde                                           | Baronie                                                                      | 2 – 1 (0 – 0) | PEC                                              |
| 5 april 1970 Plaats: Breda De Blauwe Kei                 | Ger Saris 61' Ad Brekelmans 90'                                              |               | 83' Herman Heskamp                               |
| 26e speelronde                                           | PEC                                                                          | 1 – 4 (1 – 2) | Wageningen                                       |
| 19 april 1970 Plaats: Zwolle De Vrolijkheid              | Zlatko Dračić 11'                                                            |               | 33', 37', 85' Hans Posthumus 87' Marcel Broecks  |
| 27e speelronde                                           | PEC                                                                          | 0 – 0         | Hermes DVS                                       |
| 3 mei 1970 Plaats: Zwolle De Vrolijkheid                 |                                                                              |               |                                                  |
| 28e speelronde                                           | Roda JC                                                                      | 1 – 2 (0 – 2) | PEC                                              |
| 7 mei 1970 Plaats: Kerkrade Kaalheide                    | Jan Deswijzen 68'                                                            |               | 6' Henk Liotart 21' Fons Stoffels                |
| 29e speelronde                                           | PEC                                                                          | 3 – 1 (2 – 0) | FC VVV                                           |
| 10 mei 1970 Plaats: Zwolle De Vrolijkheid                | Cees Kick 9' Lody Kragt 26' Henk Liotart 69'                                 |               | 83' Piet Kooiman                                 |
| 30e speelronde                                           | AGOVV                                                                        | 2 – 2 (2 – 0) | PEC                                              |
| 18 mei 1970 Plaats: Apeldoorn Berg & Bos                 | Cas Looyen 31' Leo van de Kraats 64'                                         |               | 71' Lody Kragt 84' Zlatko Dračić                 |
| 31e speelronde                                           | Velox                                                                        | 3 – 0 (2 – 0) | PEC                                              |
| 24 mei 1970 Plaats: Utrecht Galgenwaard                  | Gerrit Langerak 36' Bizzy Klein 40' (pen.) Cees van den Berg 70'             |               |                                                  |
| 32e speelronde                                           | SC Drente                                                                    | 0 – 2 (0 – 1) | PEC                                              |
| 30 mei 1970 Plaats: Klazienaveen Mr. Ovingstraat         |                                                                              |               | 25' Jan Rorije 77' Herman Heskamp                |

### KNVB beker
| 1e ronde                                       | PEC | 0 – 3 (0 – 1) | FC Twente                                          |
| 14 december 1969 Plaats: Zwolle De Vrolijkheid |     |               | 39' Jan Streuer 71' Eddy Achterberg 80' Antal Nagy |

## Selectie en technische staf

### Selectie 1969/70
| Nr.           | Nat.                             | Naam               | Competitie | Competitie | Beker      | Beker      | Totaal     | Totaal     | Seizoen    | Vorige club       | Debuut     |            |            |            |
| Nr.           | Nat.                             | Naam               | W          |            | W          |            | W          |            | Seizoen    | Vorige club       | Debuut     |            |            |            |
| Doelmannen    | Doelmannen                       | Doelmannen         | Doelmannen | Doelmannen | Doelmannen | Doelmannen | Doelmannen | Doelmannen | Doelmannen | Doelmannen        | Doelmannen | Doelmannen | Doelmannen | Doelmannen |
| ------------- | -------------------------------- | ------------------ | ---------- | ---------- | ---------- | ---------- | ---------- | ---------- | ---------- | ----------------- | ---------- | ---------- | ---------- | ---------- |
| -             | Vlag van Nederland               | Jan Lieftink       | –          | 0          | 0          | 0          | –          | 0          | 1e         | KHC (ama)         | –          |            |            |            |
| -             | Vlag van Nederland               | Henk Nijland       | –          | 0          | 1          | 0          | –          | 0          | 8e         | ZAC (ama)         | –          |            |            |            |
| -             | Vlag van Nederland               | Henk Post          | –          | 0          | 0          | 0          | –          | 0          | 1e         | Zwolsche Boys     | –          |            |            |            |
| Verdedigers   |                                  |                    |            |            |            |            |            |            |            |                   |            |            |            |            |
| -             | Vlag van Nederland               | Gerrit Borghuis    | –          | 0          | 1          | 0          | –          | 0          | 1e         | Kansas City Spurs | –          |            |            |            |
| -             | Vlag van Nederland               | Piet Dielissen     | –          | 1          | 1          | 0          | –          | 1          | 1e         | Wageningen        | –          |            |            |            |
| -             | Vlag van Nederland               | Puck van der Horst | –          | 1          | 1          | 0          | –          | 1          | 5e         | Vitesse           | –          |            |            |            |
| -             | Vlag van Montenegro              | Wojo Gardašević    | –          | 3          | 1          | 0          | –          | 3          | 1e         | Zwolsche Boys     | –          |            |            |            |
| -             | Vlag van Nederland               | Ben Spanhaak       | –          | 0          | 1          | 0          | –          | 0          | 4e         | Jeugd             | –          |            |            |            |
| -             | Vlag van Nederland               | Jan de Vries       | 25         | 0          | 1          | 0          | 26         | 0          | 1e         | Zwolsche Boys     | –          |            |            |            |
| Middenvelders |                                  |                    |            |            |            |            |            |            |            |                   |            |            |            |            |
| -             | Vlag van Nederland               | Folly van Dam      | –          | 0          | 0          | 0          | –          | 0          | 3e         | Zwolsche Boys     | –          |            |            |            |
| -             | Vlag van Nederland               | Gerrit Dekker      | –          | 0          | 0          | 0          | –          | 0          | 2e         | Onbekend          | –          |            |            |            |
| -             | Vlag van Nederland               | Anton Goenee       | –          | 0          | 0          | 0          | –          | 0          | 1e         | Zwolsche Boys     | –          |            |            |            |
| -             | Vlag van Nederland               | Jan Kroes          | –          | 0          | 0          | 0          | –          | 0          | –          | WHC (ama)         | –          |            |            |            |
| -             | Vlag van Nederland               | Henk Liotart       | –          | 2          | 0          | 0          | –          | 2          | 1e         | Dallas Tornado    | –          |            |            |            |
| -             | Vlag van Nederland               | A. Prins           | –          | 0          | 0          | 0          | –          | 0          | –          | D.W.V. (ama)      | –          |            |            |            |
| -             | Vlag van Nederland               | Henk Schuman       | –          | 0          | 0          | 0          | –          | 0          | –          | Onbekend          | –          |            |            |            |
| -             | Vlag van Nederland               | Freek Schutten     | –          | 9          | 1          | 0          | –          | 9          | 1e         | Zwolsche Boys     | –          |            |            |            |
| Aanvallers    |                                  |                    |            |            |            |            |            |            |            |                   |            |            |            |            |
| -             | Vlag van Joegoslavië (1918–1943) | Zlatko Dračić      | –          | 10         | 1          | 0          | –          | 10         | 1e         | CA Independiente  | –          |            |            |            |
| -             | Vlag van Uruguay                 | Pepe Fernandez     | 0          | 0          | 0          | 0          | 0          | 0          | 1e         | Kansas City Spurs | –          |            |            |            |
| -             | Vlag van Nederland               | Ben Hendriks       | –          | 0          | 0          | 0          | –          | 0          | 6e         | Zwolsche Boys     | –          |            |            |            |
| -             | Vlag van Nederland               | Herman Heskamp     | –          | 8          | 1          | 0          | –          | 8          | 1e         | FC Twente '65     | –          |            |            |            |
| -             | Vlag van Nederland               | Cees Kick          | –          | 4          | 1          | 0          | –          | 4          | 7e         | De Volewijckers   | –          |            |            |            |
| -             | Vlag van Nederland               | Lody Kragt         | –          | 15         | 1          | 0          | –          | 15         | 2e         | Emmeloord (ama)   | –          |            |            |            |
| -             | Vlag van Nederland               | Jan Rorije         | –          | 2          | 1          | 0          | –          | 2          | 1e         | Wageningen        | –          |            |            |            |
| -             | Vlag van Nederland               | Fons Stoffels      | –          | 1          | 0          | 0          | –          | 1          | 1e         | Kansas City Spurs | –          |            |            |            |
| Nr.           | Nat.                             | Naam               | W          |            | W          |            | W          |            | Seizoen    | Vorige club       | Debuut     |            |            |            |
| Nr.           | Nat.                             | Naam               | Competitie | Competitie | Beker      | Beker      | Totaal     | Totaal     | Seizoen    | Vorige club       | Debuut     |            |            |            |

### Technische staf
| Naam             | Functie      |
| ---------------- | ------------ |
| Pim van de Meent | Hoofdtrainer |

## Statistieken PEC 1969/1970

### Eindstand PEC in de Nederlandse Tweede divisie 1969 / 1970
| Stand | Gespeeld | Gewonnen | Gelijk | Verloren | Punten | Doelpunten voor | Doelpunten tegen |
| ----- | -------- | -------- | ------ | -------- | ------ | --------------- | ---------------- |
| 5e    | 32       | 15       | 9      | 8        | 39     | 57              | 38               |

### Topscorers
| #                | Naam                 | Goal |
| ---------------- | -------------------- | ---- |
| 1.               | Lody Kragt           | 15   |
| 2.               | Zlatko Dračić        | 10   |
| 3.               | Freek Schutten       | 9    |
| 4.               | Herman Heskamp       | 8    |
| 5.               | Cees Kick            | 4    |
| 6.               | Wojo Gardašević      | 3    |
| 7.               | Henk Liotart         | 2    |
| 7.               | Jan Rorije           | 2    |
| 9.               | Piet Dielissen       | 1    |
| 9.               | Puck van der Horst   | 1    |
| 9.               | Fons Stoffels        | 1    |
| Eigen doelpunten |                      |      |
| –                | Pierre van Hal (RBC) | 1    |
| Totaal           | Totaal               | 57   |

| #      | Naam        | Goal |
| ------ | ----------- | ---- |
| –      | Geen speler | 0    |
| Totaal | Totaal      | 0    |

### Punten per speelronde
| Speelronde | 1 | 2 | 3 | 4 | 5 | 6 | 7 | 8 | 9 | 10 | 11 | 12 | 13 | 14 | 15 | 16 | 17 | 18 | 19 | 20 | 21 | 22 | 23 | 24 | 25 | 26 | 27 | 28 | 29 | 30 | 31 | 32 |
| ---------- | - | - | - | - | - | - | - | - | - | -- | -- | -- | -- | -- | -- | -- | -- | -- | -- | -- | -- | -- | -- | -- | -- | -- | -- | -- | -- | -- | -- | -- |
| Punten     | 2 | 2 | 2 | 2 | 1 | 1 | 1 | 2 | 0 | 2  | 1  | 2  | 0  | 2  | 2  | 2  | 1  | 1  | 0  | 2  | 2  | 0  | 0  | 1  | 0  | 0  | 1  | 2  | 2  | 1  | 0  | 2  |

### Punten na speelronde
| Speelronde | 1 | 2 | 3 | 4 | 5 | 6  | 7  | 8  | 9  | 10 | 11 | 12 | 13 | 14 | 15 | 16 | 17 | 18 | 19 | 20 | 21 | 22 | 23 | 24 | 25 | 26 | 27 | 28 | 29 | 30 | 31 | 32 |
| ---------- | - | - | - | - | - | -- | -- | -- | -- | -- | -- | -- | -- | -- | -- | -- | -- | -- | -- | -- | -- | -- | -- | -- | -- | -- | -- | -- | -- | -- | -- | -- |
| Punten     | 2 | 4 | 6 | 8 | 9 | 10 | 11 | 13 | 13 | 15 | 16 | 18 | 18 | 20 | 22 | 24 | 25 | 26 | 26 | 28 | 30 | 30 | 30 | 31 | 31 | 31 | 32 | 34 | 36 | 37 | 37 | 39 |

### Stand na speelronde
| Speelronde | 1  | 2  | 3  | 4  | 5  | 6  | 7  | 8  | 9  | 10 | 11 | 12 | 13 | 14 | 15 | 16 | 17 | 18 | 19 | 20 | 21 | 22 | 23 | 24 | 25 | 26 | 27 | 28 | 29 | 30 | 31 | 32 |
| ---------- | -- | -- | -- | -- | -- | -- | -- | -- | -- | -- | -- | -- | -- | -- | -- | -- | -- | -- | -- | -- | -- | -- | -- | -- | -- | -- | -- | -- | -- | -- | -- | -- |
| Stand      | 2e | 1e | 1e | 1e | 1e | 1e | 1e | 1e | 1e | 1e | 2e | 1e | 3e | 2e | 1e | 2e | 2e | 2e | 2e | 1e | 1e | 1e | 2e | 3e | 4e | 8e | 8e | 6e | 5e | 4e | 6e | 5e |

### Doelpunten per speelronde
| Speelronde | 1 | 2 | 3 | 4 | 5 | 6 | 7 | 8 | 9 | 10 | 11 | 12 | 13 | 14 | 15 | 16 | 17 | 18 | 19 | 20 | 21 | 22 | 23 | 24 | 25 | 26 | 27 | 28 | 29 | 30 | 31 | 32 | Totaal |
| ---------- | - | - | - | - | - | - | - | - | - | -- | -- | -- | -- | -- | -- | -- | -- | -- | -- | -- | -- | -- | -- | -- | -- | -- | -- | -- | -- | -- | -- | -- | ------ |
| Doelpunten | 3 | 2 | 2 | 5 | 1 | 2 | 0 | 1 | 0 | 1  | 3  | 4  | 0  | 3  | 5  | 1  | 1  | 1  | 1  | 5  | 3  | 1  | 0  | 1  | 1  | 1  | 0  | 2  | 3  | 2  | 0  | 2  | 57     |